# Edward Thomas Hughes
Edward Thomas Hughes (* 13. November 1920 in Lansdowne, Pennsylvania; † 25. Dezember 2012) war Bischof von Metuchen.

## Leben
Edward Thomas Hughes, Sohn irischer Einwanderer, studierte Philosophie und Katholische Theologie am St. Charles Borromeo Seminary in Overbrook (Pittsburgh) und empfing am 31. Mai 1947 in der Peter und Paul-Kathedrale in Philadelphia die Priesterweihe. Er unterrichtete zunächst Religion und Geschichte an der St. James High School in Chester. 1950 absolvierte er ein Masterstudium in amerikanischer Geschichte an der University of Pennsylvania. 1954 wurde er Assistenzpfarrer in Jenkintown, später Studentenpfarrer im Newman Club des Beaver College. 1956 wurde er Vizerektor des St. Charles Seminary. Er war von 1961 bis 1970 Superintendent der katholischen Schulen im Erzbistum Philadelphia, später Pfarrer in Secane (Pennsylvania).
Papst Paul VI. ernannte ihn am 14. Juni 1976 zum Titularbischof von Segia und Weihbischof im Erzbistum Philadelphia. Der Erzbischof von Philadelphia, John Joseph Kardinal Krol, spendete ihm am 21. Juli desselben Jahres die Bischofsweihe; Mitkonsekratoren waren die Weihbischöfe Gerald Vincent McDevitt, John Joseph Graham und Martin Nicholas Lohmuller aus Philadelphia.
Papst Johannes Paul II. ernannte ihn am 11. Dezember 1986 zum Bischof von Metuchen; er wurde am 5. Februar 1987 in das Amt eingeführt. Am 8. Juli 1997 nahm Papst Johannes Paul II. sein altersbedingtes Rücktrittsgesuch an.
Hughes engagierte sich für Themen der Politik und Bürgerschaft. 1994 unterstützte er die Initiative Frauen am Altar. 1995 stellte er sich gegen den demokratischen Kandidaten für das Gouverneursamt in New Jersey, Jim McGreevey wegen dessen Äußerungen in der Debatte um den Schwangerschaftsabbruch. 1996 war er zentrale Persönlichkeit, die eine umfängliche Krankenhausfusion in New Brunswick verhinderte. Er war zwischen 1987 und 1997 Aktivist der Respect for Life-Initiative in seiner Diözese. Als Bischof von Metuchen ging er den Hinweisen auf den von seinem Vorgänger Theodore McCarrick verübten sexuellen Missbrauch nicht nach. Einem von McCarrick missbrauchten Priester empfahl er 1994, dessen „Fehlverhalten“ zu vergessen und zu vergeben.